# 徐晨

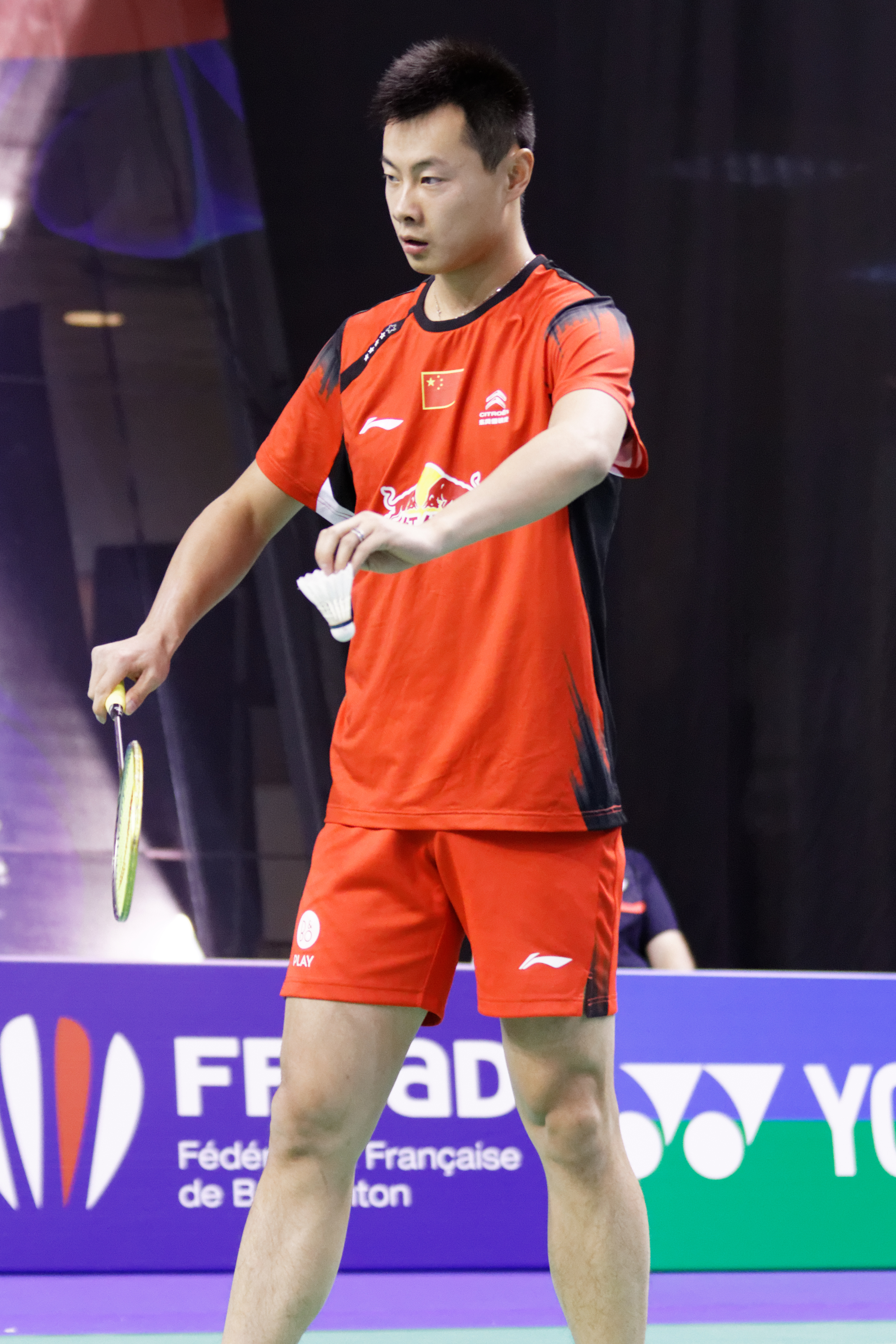
比賽中的徐晨。

徐晨（1984年11月29日—），江蘇南京人，中国男子羽毛球运动员。擅長雙打項目，個人最高的世界排名為第一位（混雙）。

## 簡歷
2000年，徐晨首度入選中华人民共和国羽毛球青年隊的單打組；直至2002年，國家隊為尋找新的男雙搭檔，由於徐晨和郭振東的試配效果不錯，教練湯仙虎把他們轉到雙打組，並派出二人組合參加了該年的世青賽。然而，教練此後並沒有安排二人繼續組對，反而安排徐晨先後與鄭波、桑洋、沈燁、孫君傑，甚至夏煊澤等試配搭檔。
2008年北京奧運會後，徐晨開始跟江蘇隊隊友蔡贇組對，並參加了丹麥和法國兩站的羽毛球超級賽。雖然徐/蔡組合取得不錯的成績，但由於蔡贇年齡較大，仍未能成為徐晨長遠、固定的搭檔。2008年下半年，新出任男雙主教練的張軍把年齡相若的徐晨和郭振東再度組對。二人參加的首個國際賽事為該年的中國羽毛球公開賽，惜第二輪已敗於蔡贇/傅海峰出局。
2009年初，徐/郭組合接連參加了多項國際賽事，但都在首二輪便出局（德國賽第一輪出局、全英賽第一輪出局、瑞士賽第二輪出局、亞錦賽第二輪出局等），成績差強人意。惟至2009年下半年，隨著參加比賽的次數增多，徐/郭組合的默契越來越好，成績也穩步上揚。他們先在世界羽毛球錦標賽打進八強；又在其後的中國羽毛球大師賽上，贏得首個國際賽事冠軍。2009年終的世界羽联超级系列赛总决赛中，他們接連淘汰陳文宏/古健傑、查基利/法鲁兹祖安等組合，僅在決賽負於丹麥的鮑伊/摩根森屈居亞軍。
2010年8月，徐晨夥拍郭振东參加在巴黎舉行的世界羽毛球錦標賽男子雙打賽事，贏得季軍；同年11月，徐代表中国出戰廣州亞運會，參加羽毛球比賽的男子雙打（夥拍郭振东）及男子團體項目，奪得男子團體金牌。

## 主要比賽成績
只列出曾進入準決賽的國際賽事成績：
| 年份                     | 賽事                       | 公開賽級別 | 項目     | 拍檔   | 成績   |
| ------------------------ | -------------------------- | ---------- | -------- | ------ | ------ |
| 2006年                   | 香港羽毛球公開賽           |            | 男子雙打 | 郭振东 | 準決賽 |
| 2006年                   | 中国羽毛球公开赛           |            | 混合雙打 | 赵婷婷 | 亞軍   |
| 2007年                   | 德國羽毛球大獎賽           | 大獎賽     | 混合雙打 | 赵婷婷 | 亞軍   |
| 2007年                   | 亞洲羽毛球錦標賽           | 其他       | 混合雙打 | 赵婷婷 | 銀牌   |
| 2007年                   | 碧特博格羽毛球大獎賽       | 大獎賽     | 男子雙打 | 孙君杰 | 準決賽 |
| 2007年                   | 碧特博格羽毛球大獎賽       | 大獎賽     | 混合雙打 | 田卿   | 準決賽 |
| 2008年                   | 德國羽毛球大獎賽           | 大獎賽     | 混合雙打 | 赵婷婷 | 準決賽 |
| 2008年                   | 中國羽毛球大師賽           | 超級賽     | 男子雙打 | 孙君杰 | 亞軍   |
| 2008年                   | 澳門羽毛球黃金大獎賽       | 黃金大獎賽 | 混合雙打 | 赵芸蕾 | 冠軍   |
| 2008年                   | 丹麥羽毛球超級賽           | 超級賽     | 男子雙打 | 蔡赟   | 準決賽 |
| 2008年                   | 法國羽毛球超級賽           | 超級賽     | 男子雙打 | 蔡赟   | 亞軍   |
| 2008年                   | 中國羽毛球超級賽           | 超級賽     | 混合雙打 | 赵芸蕾 | 亞軍   |
| 2009年                   | 德國羽毛球大獎賽           | 大獎賽     | 混合雙打 | 赵芸蕾 | 冠軍   |
| 2009年                   | 瑞士羽毛球超級賽           | 超級賽     | 混合雙打 | 赵芸蕾 | 準決賽 |
| 2009年                   | 馬來西亞羽毛球黃金大獎賽   | 黃金大獎賽 | 混合雙打 | 赵芸蕾 | 亞軍   |
| 2009年                   | 中國羽毛球大師賽           | 超級賽     | 男子雙打 | 郭振东 | 冠軍   |
| 2009年                   | 世界羽聯超級系列賽總決賽   | 首要超級賽 | 男子雙打 | 郭振东 | 準決賽 |
| 2010年                   | 馬來西亞羽毛球超級賽       | 超級賽     | 男子雙打 | 郭振东 | 亞軍   |
| 2010年                   | 全英羽毛球超級賽           | 超級賽     | 男子雙打 | 郭振东 | 準決賽 |
| 2010年                   | 湯姆斯盃                   | 其他       | 男子團體 | －     | 金牌   |
| 2010年                   | 世界羽毛球錦標賽           | 其他       | 男子雙打 | 郭振东 | 季軍   |
| 2010年                   | 中國羽毛球大師賽           | 超級賽     | 混合雙打 | 于洋   | 亞軍   |
| 2010年                   | 香港羽毛球超級賽           | 超級賽     | 混合雙打 | 于洋   | 準決賽 |
| 2010年                   | 亞洲運動會羽毛球比賽       | 其他       | 男子團體 | －     | 金牌   |
| 2011年                   |                            |            |          |        |        |
| 韓國羽毛球首要超級賽     | 首要超級賽                 | 混合雙打   | 马晋     | 準決賽 |        |
| 全英羽毛球首要超級賽     | 首要超級賽                 | 混合雙打   | 马晋     | 冠軍   |        |
| 亞洲羽毛球錦標賽         | 其他                       | 男子雙打   | 张楠     | 銅牌   |        |
| 亞洲羽毛球錦標賽         | 其他                       | 混合雙打   | 马晋     | 銀牌   |        |
| 泰國羽毛球黃金大獎賽     | 黃金大獎賽                 | 混合雙打   | 马晋     | 準決賽 |        |
| 蘇迪曼盃                 | 其他                       | 混合团体   | －       | 金牌   |        |
| 世界羽毛球錦標賽         | 其他                       | 混合雙打   | 马晋     | 銅牌   |        |
| 中國羽毛球大師賽         | 超級賽                     | 混合雙打   | 马晋     | 冠軍   |        |
| 印尼羽毛球黃金大獎賽     | 黃金大獎賽                 | 混合雙打   | 马晋     | 亞軍   |        |
| 丹麥羽毛球首要超級賽     | 首要超級賽                 | 混合雙打   | 马晋     | 亞軍   |        |
| 法國羽毛球超級賽         | 超級賽                     | 混合雙打   | 马晋     | 亞軍   |        |
| 香港羽毛球超級賽         | 超級賽                     | 混合雙打   | 马晋     | 準決賽 |        |
| 世界羽聯超級系列賽總決賽 | 首要超級賽                 | 混合雙打   | 马晋     | 亞軍   |        |
| 2012年                   | 韓國羽毛球首要超級賽       | 首要超級賽 | 混合雙打 | 马晋   | 冠軍   |
| 2012年                   | 馬來西亞羽毛球超級賽       | 超級賽     | 混合雙打 | 马晋   | 亞軍   |
| 2012年                   | 全英羽毛球首要超級賽       | 首要超級賽 | 混合雙打 | 马晋   | 準決賽 |
| 2012年                   | 亞洲羽毛球錦標賽           | 其他       | 混合雙打 | 马晋   | 銀牌   |
| 2012年                   | 印度尼西亞羽毛球首要超級賽 | 首要超級賽 | 混合雙打 | 马晋   | 準決賽 |
| 2012年                   | 中國羽毛球大師賽           | 超級賽     | 混合雙打 | 马晋   | 冠軍   |
| 2012年                   | 丹麥羽毛球首要超級賽       | 首要超級賽 | 混合雙打 | 马晋   | 冠軍   |
| 2012年                   | 法國羽毛球超級賽           | 超級賽     | 混合雙打 | 马晋   | 冠軍   |
| 2012年                   | 中國羽毛球首要超級賽       | 首要超級賽 | 混合雙打 | 马晋   | 冠軍   |
| 2012年                   | 香港羽毛球超級賽           | 超級賽     | 混合雙打 | 马晋   | 亞軍   |
| 2012年                   | 世界羽聯超級系列賽總決賽   | 首要超級賽 | 混合雙打 | 马晋   | 準決賽 |
| 2013年                   | 韓國羽毛球首要超級賽       | 首要超級賽 | 混合雙打 | 马晋   | 亞軍   |
| 2013年                   | 蘇迪曼盃                   | 其他       | 混合團體 | －     | 金牌   |
| 2013年                   | 印尼羽毛球首要超級賽       | 首要超級賽 | 混合雙打 | 马晋   | 準決賽 |
| 2013年                   | 世界羽毛球錦標賽           | 其他       | 混合雙打 | 马晋   | 銀牌   |
| 2013年                   | 日本羽毛球超級賽           | 超級賽     | 混合雙打 | 马晋   | 亞軍   |
| 2013年                   | 東亞運動會羽毛球比賽       | 其他       | 男子團體 | －     | 金牌   |
| 2013年                   | 東亞運動會羽毛球比賽       | 其他       | 混合雙打 | 马晋   | 金牌   |
| 2013年                   | 丹麥羽毛球首要超級賽       | 首要超級賽 | 混合雙打 | 马晋   | 準決賽 |
| 2013年                   | 法國羽毛球超級賽           | 超級賽     | 混合雙打 | 马晋   | 亞軍   |
| 2013年                   | 世界羽聯超級系列賽總決賽   | 首要超級賽 | 混合雙打 | 马晋   | 銅牌   |
| 2014年                   | 韓國羽毛球超級賽           | 超級賽     | 混合雙打 | 马晋   | 亞軍   |
| 2014年                   | 馬來西亞羽毛球首要超級賽   | 首要超級賽 | 混合雙打 | 马晋   | 冠軍   |
| 2014年                   | 全英羽毛球首要超級賽       | 首要超級賽 | 混合雙打 | 马晋   | 準決賽 |
| 2014年                   | 印尼羽毛球首要超級賽       | 首要超級賽 | 混合雙打 | 马晋   | 亞軍   |
| 2014年                   | 世界羽毛球錦標賽           | 其他       | 混合雙打 | 马晋   | 銀牌   |
| 2014年                   | 亞洲運動會羽毛球比賽       | 其他       | 男子團體 | －     | 銀牌   |
| 2014年                   | 亞洲運動會羽毛球比賽       | 其他       | 混合雙打 | 马晋   | 銅牌   |
| 2014年                   | 丹麥羽毛球首要超級賽       | 首要超級賽 | 混合雙打 | 马晋   | 冠軍   |
| 2014年                   | 法國羽毛球超級賽           | 超級賽     | 混合雙打 | 马晋   | 準決賽 |
| 2014年                   | 香港羽毛球超級賽           | 超級賽     | 混合雙打 | 马晋   | 亞軍   |
| 2015年                   | 馬來西亞羽毛球首要超級賽   | 首要超級賽 | 混合雙打 | 马晋   | 亞軍   |
| 2015年                   | 新加坡羽毛球超級賽         | 超級賽     | 混合雙打 | 马晋   | 準決賽 |
| 2015年                   | 亞洲羽毛球錦標賽           | 其他       | 混合雙打 | 马晋   | 銅牌   |
| 2015年                   | 蘇迪曼盃                   | 其他       | 混合團體 | －     | 金牌   |
| 2015年                   | 印尼羽毛球首要超級賽       | 首要超級賽 | 混合雙打 | 马晋   | 冠軍   |
| 2015年                   | 世界羽毛球錦標賽           | 其他       | 混合雙打 | 马晋   | 銅牌   |
| 2015年                   | 中國羽毛球首要超級賽       | 首要超級賽 | 混合雙打 | 马晋   | 準決賽 |
| 2016年                   | 新加坡羽毛球超级赛         | 超級賽     | 混合雙打 | 马晋   | 亞軍   |
| 2016年                   | 中國羽毛球大師賽           | 黃金大獎賽 | 混合雙打 | 马晋   | 冠軍   |
| 2016年                   | 印尼羽毛球首要超級賽       | 首要超級賽 | 混合雙打 | 马晋   | 冠軍   |
| 2016年                   | 奧林匹克運動會羽毛球比賽   | 其他       | 混合雙打 | 马晋   | 第四名 |

| 2007-2017年 | 首要超級賽 | 超級賽 | 黃金大獎賽 | 大獎賽 | 國際挑戰賽 | 國際系列賽 | 未來系列賽 | 其他 |

| 2018-2026年 | 總決賽 | 超級1000賽 | 超級750賽 | 超級500賽 | 超級300賽 | 超級100賽 | 國際挑戰賽 | 國際系列賽 | 未來系列賽 | 其他 |

### 世界冠軍頭銜
徐晨在羽毛球生涯中共奪得4項羽毛球世界冠軍頭銜。
| 賽事     | 奪冠次數 | 年份                               |
| -------- | -------- | ---------------------------------- |
| 汤姆斯杯 | 1        | 2010年（男子團體）                 |
| 蘇迪曼杯 | 3        | 2011年、2013年、2015年（混合團體） |
| 總計     | 4        |                                    |

### 奧運會和世錦賽參賽紀錄
|          | 搭檔   | 2007 | 2008 | 2009 | 2010 | 2011 | 2012 | 2013 | 2014 | 2015 | 2016   |
| -------- | ------ | ---- | ---- | ---- | ---- | ---- | ---- | ---- | ---- | ---- | ------ |
| 男子雙打 | 郭振东 | －   | －   | 8強  | 銅牌 | －   | －   | －   | －   | －   | －     |
|          |        |      |      |      |      |      |      |      |      |      |        |
| 混合雙打 | 赵婷婷 | 16強 | －   | －   | －   | －   | －   | －   | －   | －   | －     |
| 混合雙打 | 赵芸蕾 | －   | －   | 16強 | －   | －   | －   | －   | －   | －   | －     |
| 混合雙打 | 马晋   | －   | －   | －   | －   | 銅牌 | 銀牌 | 銀牌 | 銀牌 | 銅牌 | 第四名 |

## 個人生活
徐晨的妻子是前國家隊的隊友潘攀。潘攀在左脚腕上纹有“panc”的纹身，是她和徐晨名字的缩写。二人在2014年6月3日結婚。